# キニョーロ・ポー
キニョーロ・ポー（伊: Chignolo Po）は、イタリア共和国ロンバルディア州パヴィーア県にある、人口約3,900人の基礎自治体（コムーネ）。

## 地理

### 位置・広がり

#### 隣接コムーネ
隣接するコムーネは以下の通り。括弧内のLOはローディ県 、PCはピアチェンツァ県、MIはミラノ県所属を示す。
- バディーア・パヴェーゼ
- ミラドーロ・テルメ
- モンティチェッリ・パヴェーゼ
- オーリオ・リッタ (LO)
- ロットフレーノ (PC)
- サン・コロンバーノ・アル・ランブロ (MI)
- サンタ・クリスティーナ・エ・ビッソーネ

### 気候分類・地震分類
気候分類では、zona E, 2664 GGに分類される。
また、イタリアの地震リスク階級 (it) では、zona 3 (sismicità bassa) に分類される
。

## 行政

### 分離集落
キニョーロ・ポーには、以下の分離集落（フラツィオーネ）がある。
- Alberone, Bosco, Cantonale, Lambrinia